# 夏少女 (浅香唯の曲)
「夏少女」（なつしょうじょ）は、1985年6月21日に発売された浅香唯のデビューシングル。

## 収録曲
- 両楽曲共に、作詞：三浦徳子／作曲：小杉保夫／編曲：大谷和夫

1. 夏少女
2. 一人ぼっちのランデブー

## 関連作品
- 夏少女
  - Crystal Eyes
  - Present
  - シングル・コレクション
  - 浅香唯大全集 THE COMPLETE BOX
  - CRYSTALS 〜25th Anniversary Best〜
  - 浅香唯 ザ・ベスト
  - 浅香唯 30周年記念コンプリートBOX
  - YUI ASAKA 40th Anniversary Yui Selection 40 Years Four Seasons PLAYLIST
  - ONLY YUI （映像作品）
- 一人ぼっちのランデブー
  - シングル・コレクション
  - 浅香唯大全集 THE COMPLETE BOX
  - Crystal Eyes（2010年発売の紙ジャケットCDにボーナストラックとして収録）
  - 浅香唯 30周年記念コンプリートBOX